# Neobisium ohridanum
Espèce
Neobisium ohridanum est une espèce de pseudoscorpions de la famille des Neobisiidae.

## Distribution
Cette espèce est endémique de Macédoine du Nord. Elle se rencontre vers Ramné.

## Étymologie
Son nom d'espèce lui a été donné en référence au lieu de sa découverte, Ohrid.

## Publication originale
- Hadži, 1940 : Eine neue Art von Höhlen-Pseudoskorpioniden aus Südserbien. Neobisium (Blothrus) ohridanum sp. n. Glasnik Skopskog Naucnog Drustva, vol. 22, p. 129-135.